# Külmaallika
Külmaallika is een gehucht in de Estlandse gemeente Kuusalu, provincie Harjumaa. De plaats heeft de status van dorp (Estisch: küla).

## Bevolking
Het dorp had 4 inwoners op 31 december 2011 en ook 4 inwoners op 31 december 2021.

## Geschiedenis
Külmaallika werd voor het eerst genoemd in 1693 onder de naam Küllma Hallicka. Het lag op het landgoed van Kiiu. De plaats bleef altijd klein en verdween na 1936 geheel van de landkaart. In 1997 werd de status van apart dorp hersteld.